# Corneli Màmmula
Els Corneli Màmmula (llatí: Mammula) foren una família romana de la branca patrícia de la gens Cornèlia. Mai varen assolir cap rellevància especial a l'estat i tot i que alguns membres van ostentar càrrecs públics mai cap no arribà a cònsol.
Els més destacats d'aquests personatges van ser:
- Aulus Corneli Màmmula, pretor el 217 aC.
- Aulus Corneli Màmmula, pretor el 191 aC.
- Publi Corneli Màmmula, pretor el 180 aC; va rebre com a província l'illa de Sicília.[2]
- Marc Corneli Màmmula, ambaixador romà.